# De Vlaamse Leeuw
De Vlaamse Leeuw /də ˈvlaːmsə leːw/ ("Il leone fiammingo") è l'inno regionale delle Fiandre. Le parole sono opera di Hippolyte Jan Van Peenen, la musica di Karel Miry.

## Testo
Le prime due strofe (in grassetto) sono cantate nelle occasioni ufficiali.
Zij zullen hem niet temmen, de fiere Vlaamse Leeuw,
Al dreigen zij zijn vrijheid met kluisters en geschreeuw.
Zij zullen hem niet temmen, zolang een Vlaming leeft,
Zolang de Leeuw kan klauwen, zolang hij tanden heeft.
Zij zullen hem niet temmen, zolang een Vlaming leeft,
Zolang de Leeuw kan klauwen, zolang hij tanden heeft.
Zolang de Leeuw kan klauwen, zolang hij tanden heeft.
De tijd verslindt de steden, geen tronen blijven staan:
De legerbenden sneven, een volk zal nooit vergaan.
De vijand trekt te velde, omringd van doodsgevaar;
Wij lachen met zijn woede, de Vlaamse Leeuw is daar.
Zij zullen hem niet temmen, zolang een Vlaming leeft,
Zolang de Leeuw kan klauwen, zolang hij tanden heeft.
Zolang de Leeuw kan klauwen, zolang hij tanden heeft.
Hij strijdt nu duizend jaren voor vrijheid, land en God;
En nog zijn zijne krachten in al haar jeugdgenot.
Als zij hem macht'loos denken en tergen met een schop,
Dan richt hij zich bedreigend en vrees'lijk voor hen op.
Zij zullen hem niet temmen, zolang een Vlaming leeft,
Zolang de Leeuw kan klauwen, zolang hij tanden heeft.
Wee hem, de onbezonnen', die vals en vol verraad,
De Vlaamse Leeuw komt strelen en trouweloos hem slaat.
Geen enk'le handbeweging die hij uit 't oog verliest:
En voelt hij zich getroffen, hij stelt zijn maan en briest.
Zij zullen hem niet temmen, zolang een Vlaming leeft,
Zolang de Leeuw kan klauwen, zolang hij tanden heeft.
Het wraaksein is gegeven, hij is hun tergen moe;
Met vuur in 't oog, met woede springt hij den vijand toe.
Hij scheurt, vernielt, verplettert, bedekt met bloed en slijk
En zegepralend grijnst hij op 's vijands trillend lijk.
Zij zullen hem niet temmen, zolang een Vlaming leeft,
Zolang de Leeuw kan klauwen, zolang hij tanden heeft.